# Стоков пазар (Раковски)
Стоковият пазар е пазар за животни, стоки за бита и селското стопанство, който се провежда в неделя в град Раковски. Той се намира в дясно до входа на квартал „Секирово“ по пътя от квартал „Парчевич“ след стадион „Петър Парчевич“.

## История
През 1950-те години в село Секирово спонтанно започва да се провежда пазар за домашни животни (в началото основно магарета) между жителите на селото и тези на село Генерал Николаево. Той се е намирал под каваците около гьоловете в края на селото на стария изход за село Генерал Николаево. По това време и в началото на следващото десетилетия са построени още три реда нови къщи, с което територията на пазара (около 7 дка) влиза в границите на селото. Днес на това място се намира паркът „Старият пазар“.
При създаване на град Раковски  през 1966 г. и с приемане на новия регулационен план основният път към квартал „Генерал Николаево“ е преместен, а поради ограничената площ на пазара, последният е преместен в началото на квартал „Секирово“ до новопостроения тогава стадион. Там площта му се разраства с годините и достига в един момент до 80 дка. Поради това че по това време се търгуват основно големи и малки домашни животни, той е известен като Говеждния пазар в Секирово. Поради големия брой оплаквания за извършени измами на пазара, през 1977 г. е разглеждана възможността пазарът да бъде забранен. През 1980-те години на пазара започва да се предлагат и други селскостопански продукти - плодове, зеленчуци, зърно и т.н.
Съгласно решение № 38 от 15 юни 1988 г. на ИК на ОбНС-Раковски се задължава „Кооперативният пазар“ в град Раковски, да се организира и осъществява цялостната си дейност, на принципите на стопанската сметка в съответствие с изискванията на наредба №3 за кооперативните пазари в страната. В организационно-стопанско отношение, пазарът се провежда в неделни дни, при определен ред, както за видовете стоки, така също и за необходимите условия за спазване, охрана, ред, почистване, цени, такси и др.
След политически промени през 1989 г. пазарът става един от най-известните места за регламентирана и до известна степен нерегламентирана търговия на стоки за бита и други промишлени и вносни стоки. С решение № 186, взето с протокол № 8 от 26 юли 1996 г. на ОбНС - град Раковски, се преобразува в „Стоков пазар“ - АД с делово участие на община Раковски.
Днес пазарът се намира на територията на 45 дка открита и закрита площ. В него са обособени две зони: едната предлага стоки за бита, селското стопанство и селскостопанска продукция, а другата зона е животински пазар – един от най-големите в Южна България.